# 寝屋川市立第一中学校
寝屋川市立第一中学校（ねやがわしりつ だいいちちゅうがっこう）は、大阪府寝屋川市高宮新町にある公立中学校。

## 概要
太平洋戦争後の学制改革と同時に北河内郡寝屋川町（当時）に設置された。現在の寝屋川市の地域では第四中学校（当時の水本村立中学校）とともに、もっとも古い時期に設置された中学校でもある。

## 沿革
開校当初は、私立の第二山水中学校（旧制中学校。現・同志社香里中学校・高等学校）および大阪府立寝屋川高等女学校（現・大阪府立寝屋川高等学校）の校舎を借用していた。当時の寝屋川町全域を校区とし、男子生徒を第二山水中学で、女子生徒を寝屋川高女で受け入れていた。
開校翌年の1948年には、寝屋川高校に隣接する敷地に校舎が完成し、統合移転した。さらに1969年には、寝屋川市立中央小学校と校舎敷地を交換する形で現在地に移転している。
地域の生徒数増加に伴い、第二中学校・第三中学校・第七中学校・中木田中学校の各校を分離している。

### 年表<
- 1947年4月21日 - 寝屋川町立中学校として開校
- 1948年4月10日 - 独立校舎が完成、移転
- 1951年5月3日 - 寝屋川町が市制施行で寝屋川市となったことに伴い、寝屋川市立中学校と改称
- 1953年4月1日 - 寝屋川市立第二中学校分離に伴い、寝屋川市立第一中学校と改称
- 1961年4月1日 - 寝屋川市立第三中学校を分離
- 1969年4月1日 - 現在地に移転
- 1972年4月1日 - 寝屋川市立第七中学校を分離
- 1984年4月1日 - 寝屋川市立中木田中学校を分離
- 1994年 - 文部省の同和教育研究指定校に指定（1995年度まで）

## 通学区域
- 寝屋川市立東小学校と寝屋川市立中央小学校の通学区域。

## 出身者
- 吉村由美（PUFFY） - 歌手

## 関係者
- 浅利敬一郎 - 元豊中市長。当校に教諭として勤めていた

## 交通
- 京阪本線 寝屋川市駅 東へ約1km
- 京阪バス 寝屋川市民会館バス停、または東小学校前バス停